# 花町 (名古屋市)
花町（はなちょう）は、愛知県名古屋市熱田区の地名。丁番を持たない単独町名である。住居表示実施。

## 地理
名古屋市熱田区北部に位置する。東は沢上一丁目、西は新尾頭三丁目、南は五本松町、北は金山町一丁目に接する。

## 歴史

### 町名の由来
熱田東町字花ノ木に由来する。

### 沿革
- 1939年（昭和14年）4月1日 - 熱田区熱田東町の一部により、同区花町として設立[1]。
- 1980年（昭和55年）7月13日 - 五本松町・新尾頭町の一部を編入[1]。また、五本松町・新尾頭三丁目・高蔵町にそれぞれ編入される[1]。

## 世帯数と人口
2018年（平成30年）12月1日現在の世帯数と人口は以下の通りである。
| 町丁 | 世帯数  | 人口  |
| ---- | ------- | ----- |
| 花町 | 343世帯 | 632人 |

### 人口の変遷
国勢調査による人口の推移
| 1995年（平成7年）  | 689人 | [ WEB 6 ]  |  |
| 2000年（平成12年） | 616人 | [ WEB 7 ]  |  |
| 2005年（平成17年） | 660人 | [ WEB 8 ]  |  |
| 2010年（平成22年） | 623人 | [ WEB 9 ]  |  |
| 2015年（平成27年） | 582人 | [ WEB 10 ] |  |

## 学区
市立小・中学校に通う場合、学校等は以下の通りとなる。また、公立高等学校に通う場合の学区は以下の通りとなる。
| 番・番地等 | 小学校               | 中学校               | 高等学校 |
| ---------- | -------------------- | -------------------- | -------- |
| 全域       | 名古屋市立高蔵小学校 | 名古屋市立沢上中学校 | 尾張学区 |

## 交通
- 愛知県道29号弥富名古屋線（八熊通）

## 施設
- 名古屋市立高蔵小学校[2]
- 尾頭公園[2]
- 曹洞宗大黒寺[2]
- 畑中地蔵[3]
- 七橋供養碑[3]

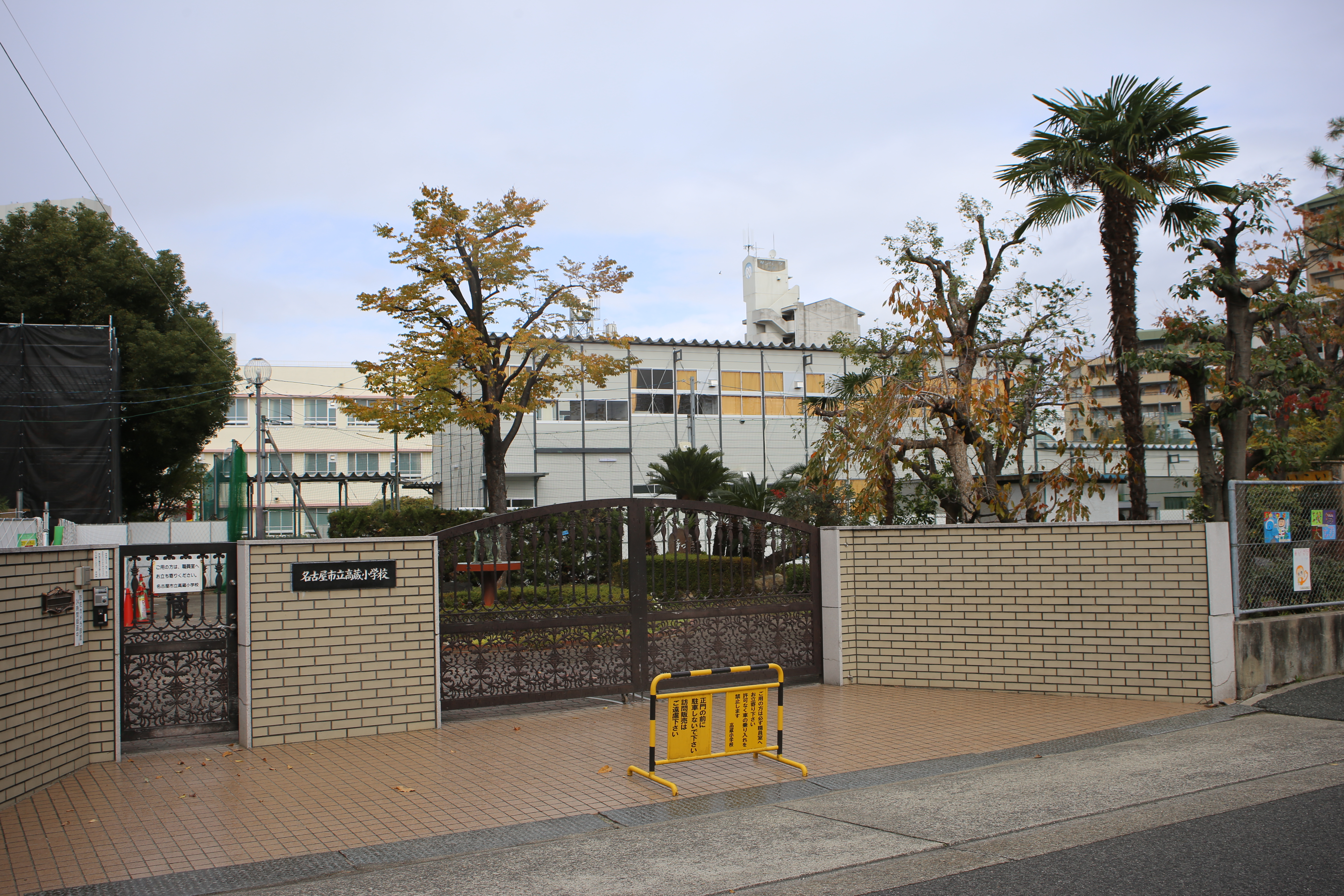
名古屋市立高蔵小学校（2017年11月）
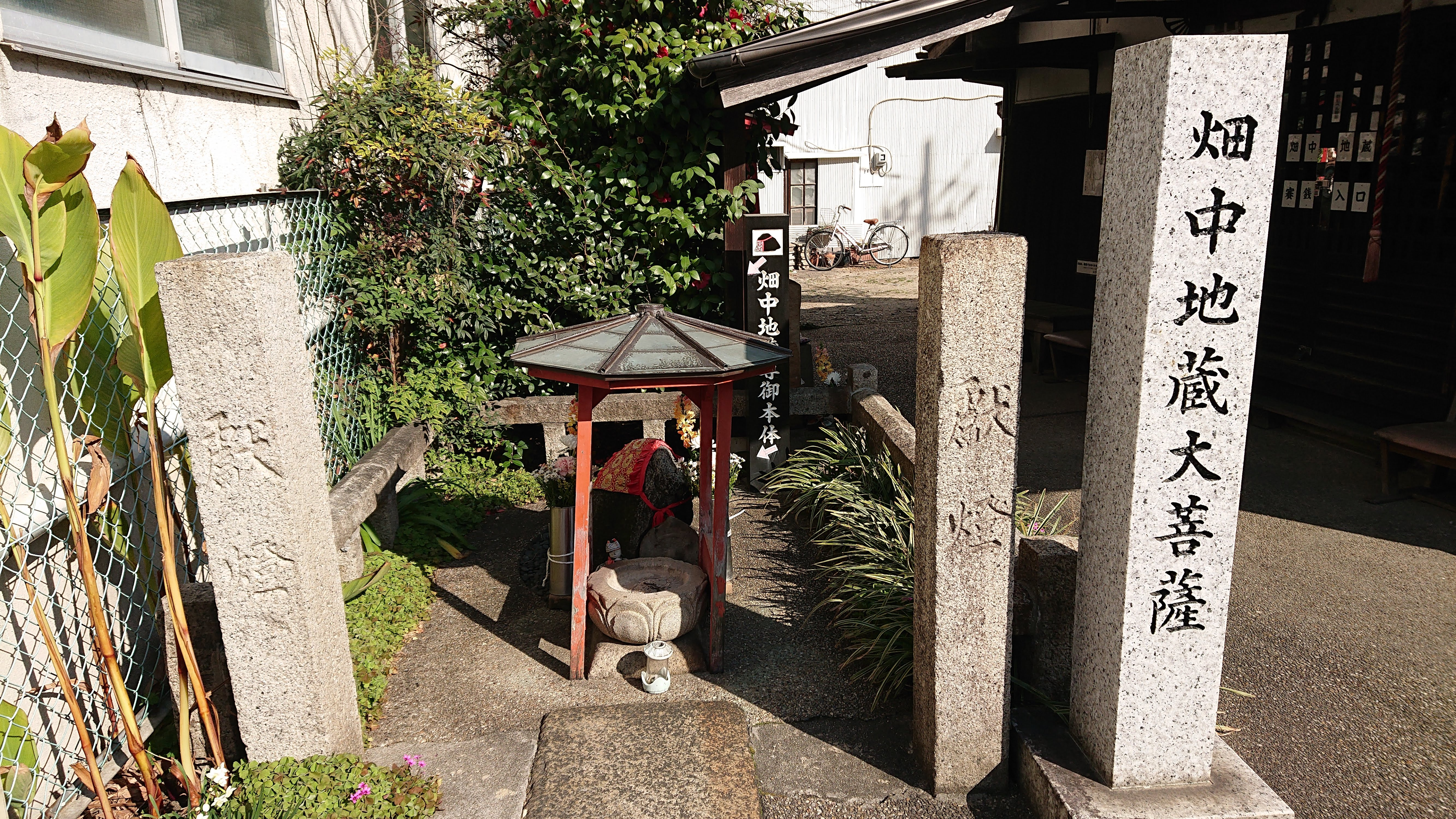
畑中地蔵（2019年3月）
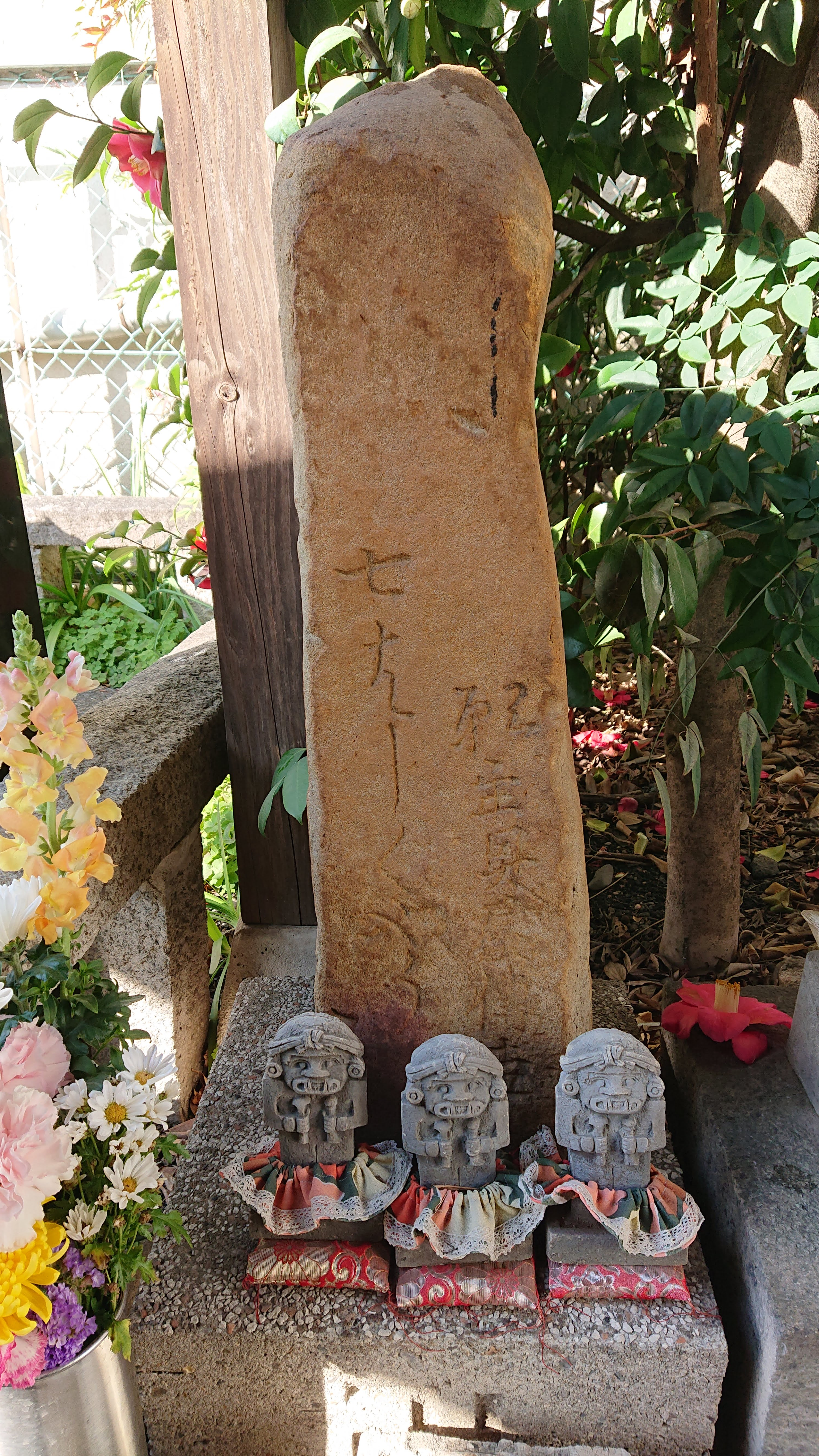
七橋供養碑（2019年3月）

## その他

### 日本郵便
- 郵便番号 : 456-0011[WEB 3]（集配局：熱田郵便局[WEB 13]）。

### WEB
1. ↑  “愛知県名古屋市熱田区の町丁・字一覧”.   人口統計ラボ. 2017年7月23日閲覧。
2. 1 2  “町・丁目(大字)別、年齢(10歳階級)別公簿人口(全市・区別)”.   名古屋市 (2018年12月20日). 2019年1月6日閲覧。
3. 1 2  “郵便番号”.  日本郵便. 2019年1月6日閲覧。
4. ↑  “市外局番の一覧”.   総務省. 2019年1月6日閲覧。
5. ↑  名古屋市役所市民経済局地域振興部住民課町名表示係 (2015年10月21日). “熱田区の町名一覧”.   名古屋市. 2017年7月23日閲覧。
6. ↑  総務省統計局 (2014年3月28日). “平成7年国勢調査の調査結果(e-Stat) - 男女別人口及び世帯数 －町丁・字等” (CSV). 2019年4月27日閲覧。
7. ↑  総務省統計局 (2014年5月30日). “平成12年国勢調査の調査結果(e-Stat) - 男女別人口及び世帯数 －町丁・字等” (CSV). 2019年4月27日閲覧。
8. ↑  総務省統計局 (2014年6月27日). “平成17年国勢調査の調査結果(e-Stat) - 男女別人口及び世帯数 －町丁・字等” (CSV). 2019年4月27日閲覧。
9. ↑  総務省統計局 (2012年1月20日). “平成22年国勢調査の調査結果(e-Stat) - 男女別人口及び世帯数 －町丁・字等” (CSV). 2019年4月27日閲覧。
10. ↑  総務省統計局 (2017年1月27日). “平成27年国勢調査の調査結果(e-Stat) - 男女別人口及び世帯数 －町丁・字等” (CSV). 2019年4月27日閲覧。
11. ↑  “市立小・中学校の通学区域一覧”.   名古屋市 (2018年11月10日). 2019年1月14日閲覧。
12. ↑  “平成29年度以降の愛知県公立高等学校（全日制課程）入学者選抜における通学区域並びに群及びグループ分け案について”.   愛知県教育委員会 (2015年2月16日). 2019年1月14日閲覧。
13. ↑  郵便番号簿 平成29年度版 - 日本郵便. 2019年01月06日閲覧 (PDF)

### 書籍
1. 1 2 3 4  名古屋市計画局 1992, p. 809.
2. 1 2 3 4 5  「角川日本地名大辞典」編纂委員会 1989, p. 1446.
3. 1 2 3  名古屋市計画局 1992, p. 435.